# José Cusachs
José Cusachs y Cusachs (en catalán: Josep Cusachs i Cusachs) (Montpellier, 1851-Barcelona, 1908) fue un militar y pintor español.

## Biografía

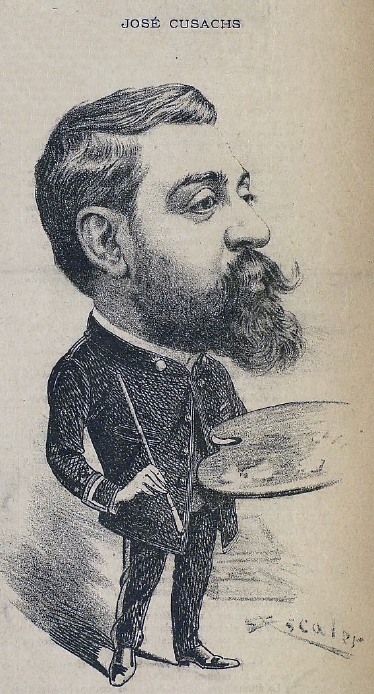
Caricaturizado por Escaler

Nació el 19 de julio de 1851 en Montpellier (Francia) de forma accidental, estando sus padres de viaje, pero toda su vida transcurrió entre Barcelona y Mataró. En 1865 ingresó en la Academia de Artillería de Segovia, pero en 1882 abandonó el ejército para dedicarse al arte. 
Como pintor se especializó en temas militares, sobre todo de caballería, debido a su pasión por los caballos. Estudió con Simón Gómez, y en París con Édouard Detaille, experto en temática militar. 
En 1884 expuso su obra en la Sala Parés de Barcelona, donde desde entonces expondría regularmente, con gran éxito de venta y críticas. En 1887 participó en la Exposición de Madrid, con la fortuna de que una de sus obras, En el campo de maniobras, fue adquirida por la reina María Cristina. En 1891 ganó la Medalla de Oro de la Exposición de Berlín con Maniobras de división. 
Además de los temas militares, destacó como retratista, realizando obras del rey Alfonso XIII, el general Prim y el presidente mexicano Porfirio Díaz el cual se exhibe en el Museo de arte del Estado de Veracruz en la ciudad mexicana de Orizaba.
También trató la temática religiosa, como su célebre lienzo La huida a Egipto, que se encuentra en el Monasterio de Montserrat. En cambio, su poca experiencia con el paisaje provocó que a menudo la parte paisajística de sus obras la confiase a otros pintores, como Joaquim Vancells.

## Galería

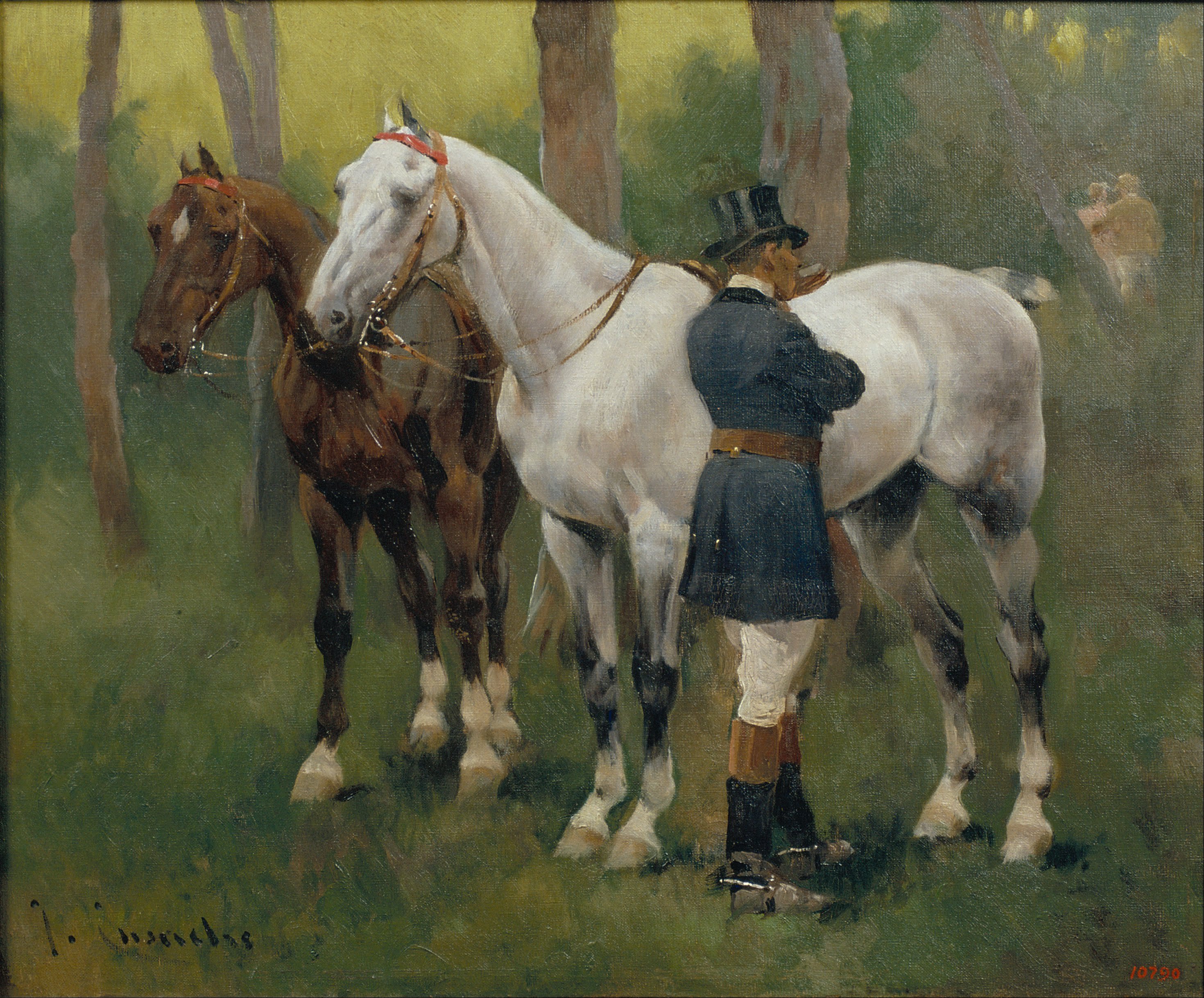
Esperando el regreso, Museo Nacional de Arte de Cataluña.
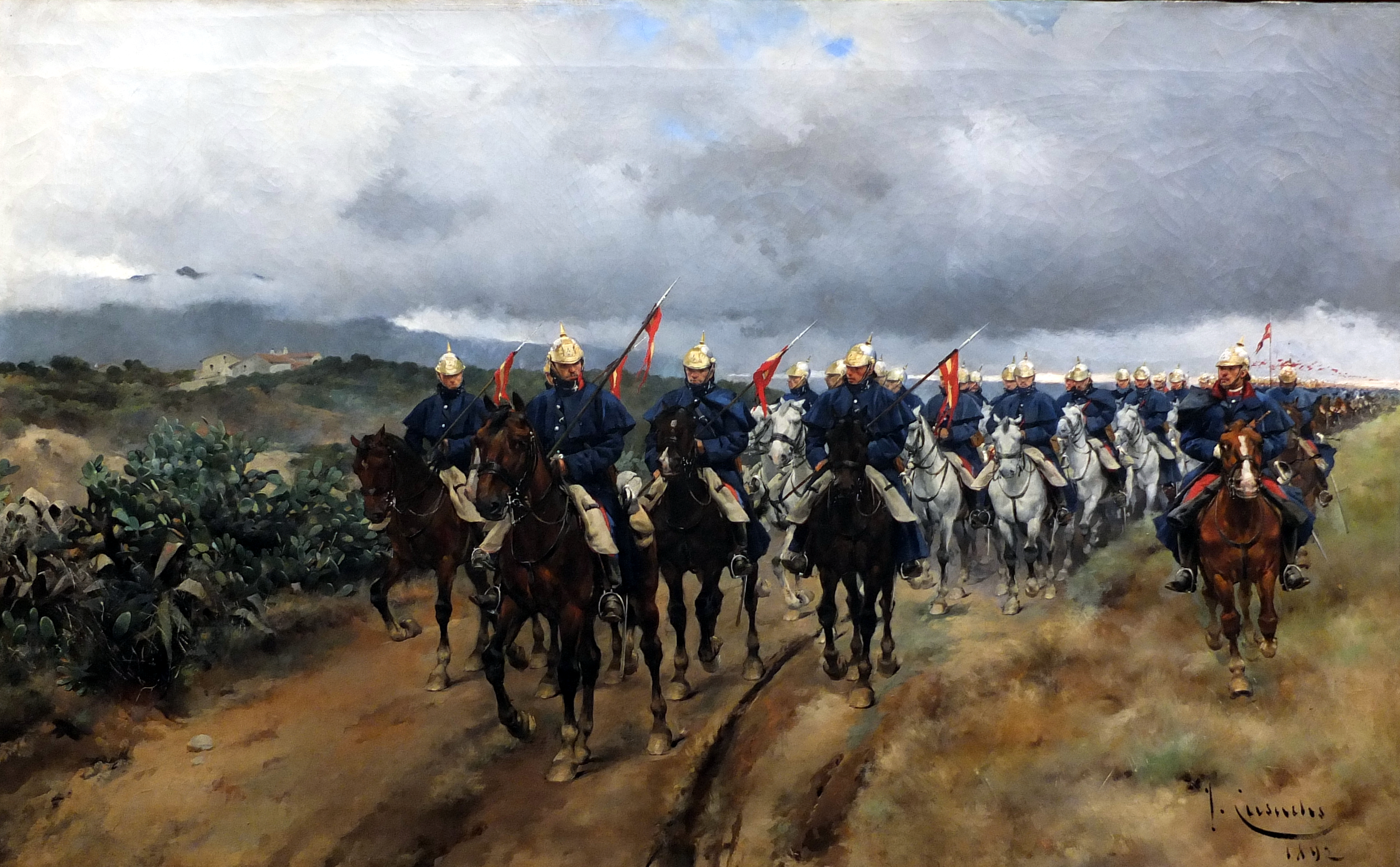
Regimiento en marcha, Monasterio de Montserrat.
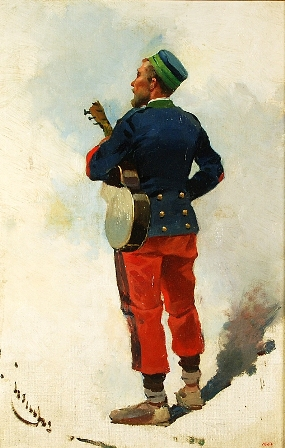
Soldado (1908), Biblioteca Museo Víctor Balaguer.
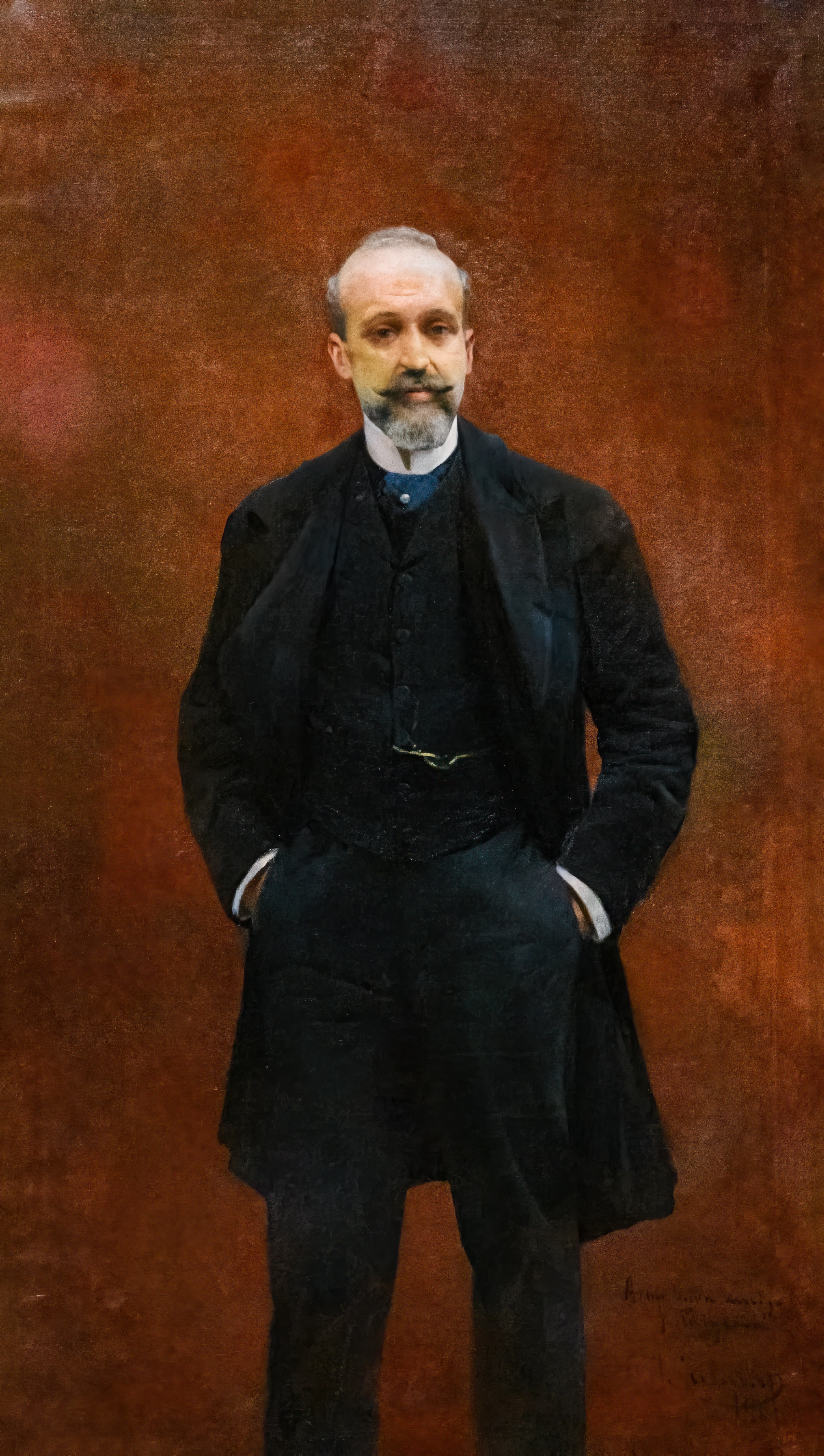
Retrato de Josep Puigcarbó (1901), Museo Nacional de Arte de Cataluña.